# Gravröse

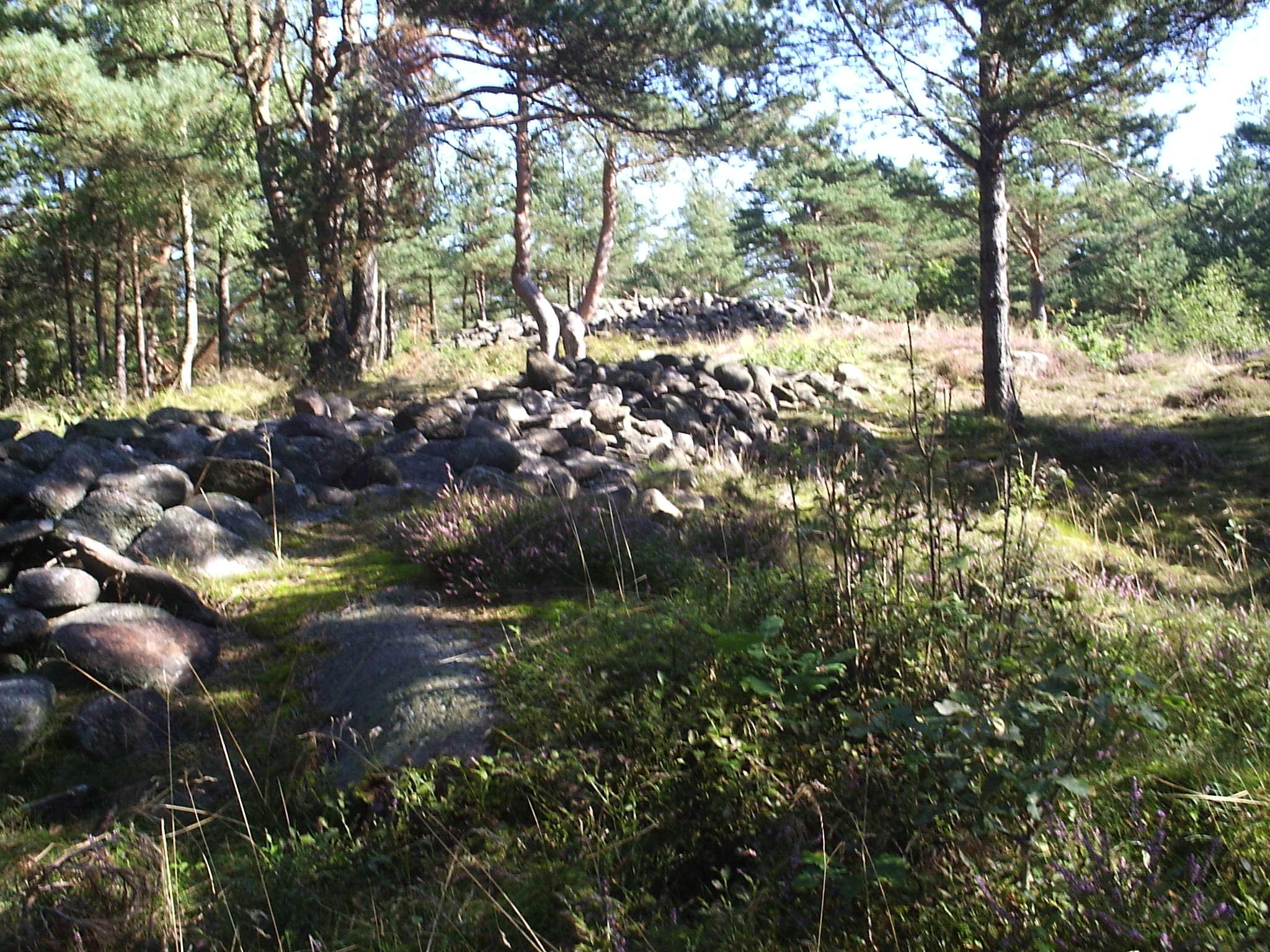
Skändlaberget på Hisingen har två monumentalt liggande gravrösen från bronsåldern.

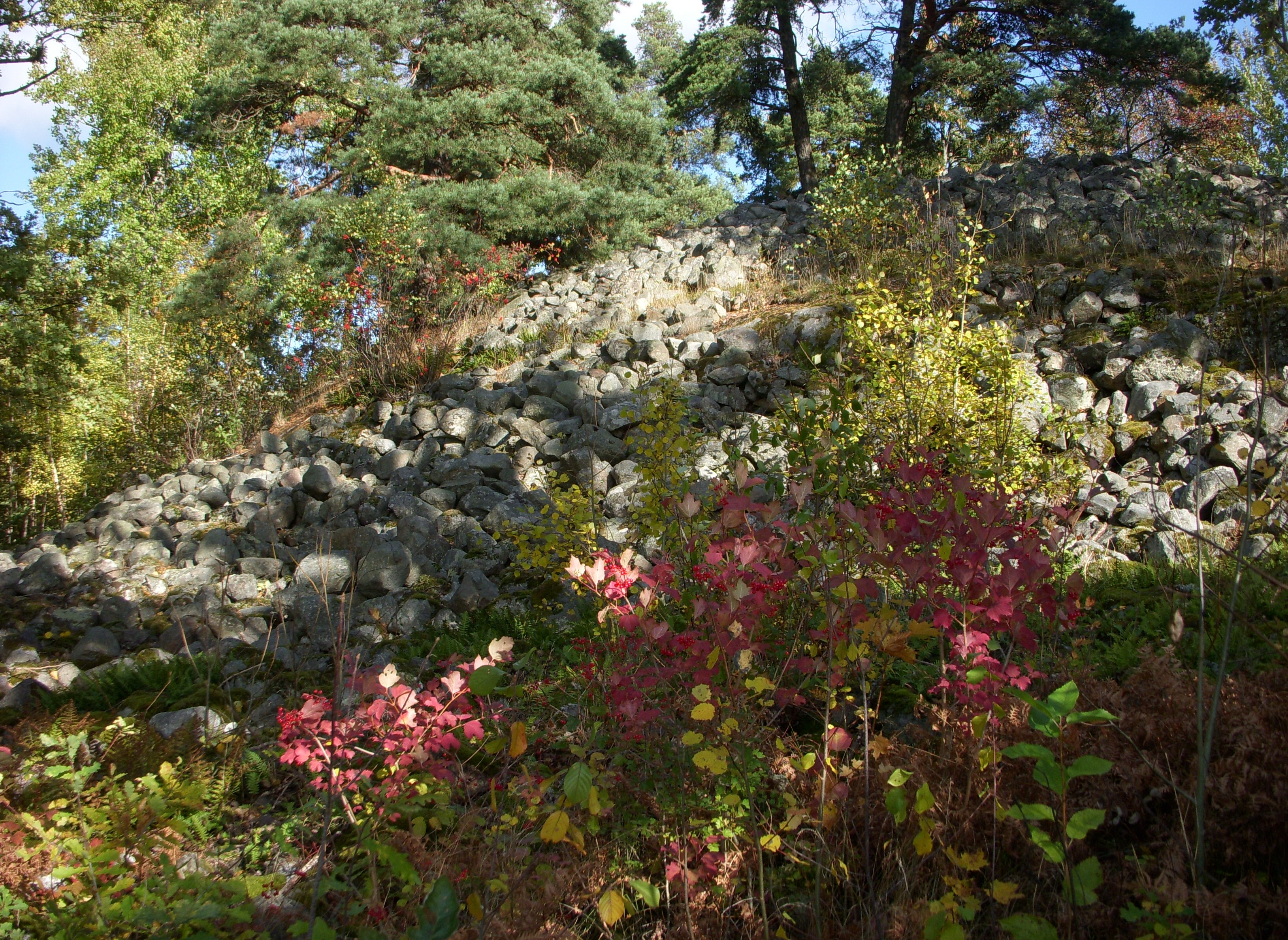
Hallundaröset i Botkyrka kommun

Gravröse, även kallat rör eller kummel, är en förhistorisk gravanläggning som är byggt som ett röse av sten. Gravrösen saknar synlig inblandning av sand eller jord och är inte övertorvade, men kan ha en naturlig moss-, ris- eller örtvegetation. De har vanligen en välvd profil och är runda till formen. Det förekommer dock även fyrkantiga och oregelbundna gravrösen. När anläggningens längd utgör minst dubbla bredden och långsidorna är parallella benämns de långrösen.
Gravgömman kan vara en kista av hällar eller kallmurad sten för obrända lik, eller mindre gömmor eller utströdda benlager efter kremeringar. Kanten kan vara försedd med kantkedja, kallmur eller ett plant brätte av sten; ibland finns också dolda konstruktioner.
Rösen från olika tider finns i skilda delar av världen, i Europa bland annat i kustlägen längs Atlanten. I Finland finns ett känt gravröse vid Sammallahdenmäki i Raumo.

## Gravrösen i Sverige

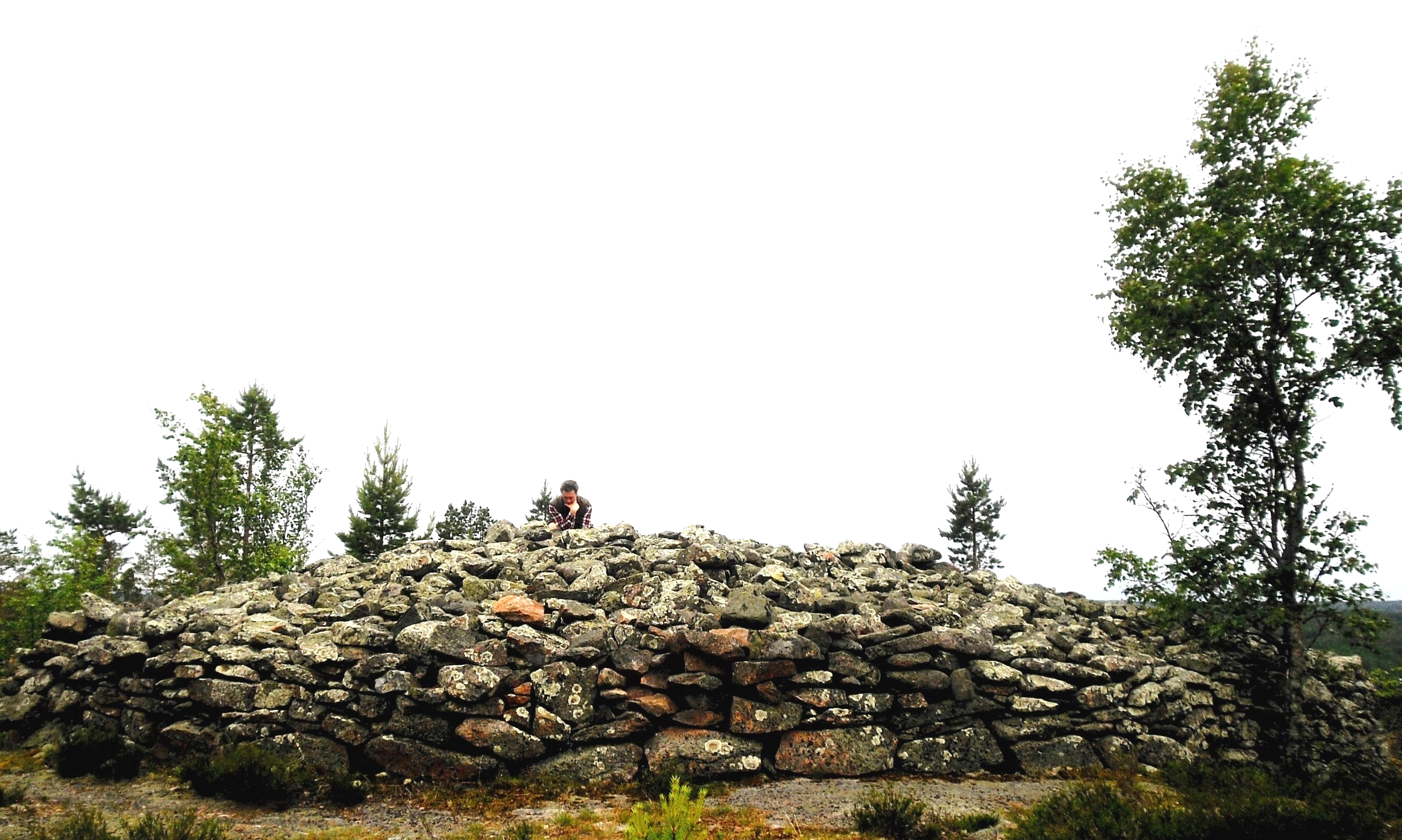
Det större av Spirbergsrösena i Örnsköldsviks kommun. Under inventering av arkeolog Carl L. Thunberg 2014.

I Sverige tillhör de forntiden. Gravrösen från bronsåldern och äldre järnåldern anlades ensamma, i glesa stråk eller i grupper. Helst på bergskrön med vid utsikt över landskapet. Saknades bergskrön kunde rösen anläggas i dalgångar eller i vattennära miljöer. De hittas ofta i kustbygderna och ute i skärgården där de kan ha fungerat som både gravar och sjömärken, men även inåt land är de vanliga som ägobetecknande och monumentala riktmärken. I rösen från yngre bronsåldern och järnåldern hittas blott aska efter den döde, som jämte gåvor brändes före begravningen. I rösen från äldre bronsåldern kan en inre gravkammare med en kista förekomma där den döde jämte gåvor och personliga tillhörigheter gravsattes. En del gravkummel har även använts för upprepande begravningar och några har därför mindre utbyggnader från själva kärnröset.

### Tabell över ett urval svenska gravrösen
| Gravrösen                        | Landskap      | Kommun        | RAÄ-nr      | Diameter | Höjd | Anmärkning                                              |
| -------------------------------- | ------------- | ------------- | ----------- | -------- | ---- | ------------------------------------------------------- |
| Högarör på Stärnö                | Blekinge      | Karlshamn     | 29:1        | 37       | 4    |                                                         |
| Gravröse vid Agdatorp            | Blekinge      | Karlskrona    | 36:1        | 23       | 2    |                                                         |
| Gravröse på Målarberget          | Blekinge      | Ronneby       | 32:1        | 30       | 4    |                                                         |
| Gravröset vid Vång               | Blekinge      | Ronneby       | 47:1        | 20       | 3    | 3 meter djup krater centralt i röset.                   |
| Högarör vid Yxnarum              | Blekinge      | Ronneby       | 20:1        | 25       | 3,5  | 1 meter djup krater, ytterligare 2 rösen på gravfältet. |
| Åseby storrösen                  | Bohuslän      | Kungälv       | 134:1       | 38       | 4    | Intilliggande röse som är 30 m i diameter och 3 m högt. |
| Jättegraven i Dagsholm           | Dalsland      | Färgelanda    | 11:1        | 25       | 1,3  | Störst i Dalsland.                                      |
| Digerrojr på Gålrums gravfält    | Gotland       | Gotland       | 9:1         | 30       | 4    |                                                         |
| Båticke                          | Gotland       | Gotland       | 44:1        | 43       | 4,2  |                                                         |
| Bro stajnkalm                    | Gotland       | Gotland       | 35:1        | 38       | 3,5  |                                                         |
| Röjsu                            | Gotland       | Gotland       | 125:1       | 25       | 2,8  | Beläget på Stora Karlsöns högsta punkt.                 |
| Ullviarrojr                      | Gotland       | Gotland       | 19:1        | 37       | 3,8  |                                                         |
| Digerrojr                        | Gotland       | Gotland       | 1:1         | 35       | 4,5  | 3 meter djur mittgrop.                                  |
| Majsterrojr                      | Gotland       | Gotland       | 111:1       | 32       | 4    |                                                         |
| Kauparveröset                    | Gotland       | Gotland       | 127:1       | 21       | 2,5  | Hällkista i röset.                                      |
| Gravröset vid Domarlunden        | Gotland       | Gotland       | 163:1       | 35       | 3,5  |                                                         |
| Uggarde rojr                     | Gotland       | Gotland       | 10:1        | 50       | 7    | Störst på Gotland                                       |
| Nylyckeröset på Höstenabjär      | Halland       | Falkenberg    | 79:1        | 32       | 2    | Krön av moränhöjd på större bergrygg.                   |
| Hästerör vid Ljungsjön           | Halland       | Falkenberg    | 9:1         | 30       | 2,5  | Vid gräns mellan Högared, Lastad och Folkared           |
| Kungagravarna i Sjönevad         | Halland       | Falkenberg    | 91:1        | 27       | 2,2  |                                                         |
| Gravrösena vid Tyludden          | Halland       | Halmstad      | 25:1        | 25       | 1,5  |                                                         |
| Sänke hög på Påarps gravfält     | Halland       | Halmstad      | 9:1         | 30       | 2    | Över 200 rösen på gravfältet.                           |
| Gravrösena på Näsbokrok          | Halland       | Kungsbacka    | 71:1        | 22       | 3    |                                                         |
| Gravröset på Runebergs gravfält  | Halland       | Varberg       | 15:1        | 22       | 2,5  |                                                         |
| Stora Våle på Getterön           | Halland       | Varberg       | 8:1         | 30       | 3    | Ytterligare 5 närbelägna rösen.                         |
| Kadde högar                      | Halland       | Varberg       | 42:1        | 30       | 3    |                                                         |
| Gravröset på Högberget vid Jävre | Norrbotten    | Piteå         | 72:1        | 18       | 1,7  |                                                         |
| Bredarör/Kungagraven i Kivik     | Skåne         | Simrishamn    | Mellby 42:1 | 75       | 3    | Störst i Skåne. Hällkista i röset.                      |
| Högarör vid Kånna högar          | Småland       | Ljungby       | 22:1        | 30       | 2,5  |                                                         |
| Stora rör vid Kroka              | Småland       | Torsås        | 22:1        | 38       | 4    |                                                         |
| Gravröse vid Brånestad           | Småland       | Västervik     | 110:1       | 30       | 4,5  |                                                         |
| Gravröse vid Hermanstorp         | Småland       | Västervik     | 20:5        | 25       | 3,5  |                                                         |
| Limmerör                         | Småland       | Växjö         | Torsås 46:1 | 45       | 4,5  | Störst i Småland.                                       |
| Jättekyrkan                      | Södermanland  | Gnesta        | 104:1       | 40       | 3,5  |                                                         |
| Uvberget                         | Södermanland  | Gnesta        | 148:1       | 25       | 1    | Tvillingröse som är 20 meter stort och 1,5 meter högt.  |
| Gravröset vid Laxne              | Södermanland  | Gnesta        | 8:1         | 42       | 6    | Röset är oregelbundet ovalt, 45-49x36-45 meter.         |
| Ekeby                            | Södermanland  | Nyköping      | 46:1        | 30       | 2,5  |                                                         |
| Sanda ås                         | Södermanland  | Nyköping      | 12:1        | 30       | 3,5  |                                                         |
| Nästorp                          | Södermanland  | Nyköping      | 46:1        | 30       | 3,5  |                                                         |
| Ingels rör, Ingatorp             | Västergötland | Falköping     | 141:1       | 38       | 3,5  |                                                         |
| Gravröse vid Ekornavallen        | Västergötland | Falköping     | 32:1        | 27       | 2,5  |                                                         |
| Stenkullen vid Tun               | Västergötland | Lidköping     | 5:1         | 60       | 7    | Störst i Västergötland                                  |
| Stora Rör                        | Västergötland | Mariestad     | 19:1        | 29       | 3,5  |                                                         |
| Högarör vid Nittorp              | Västergötland | Tranemo       | 5:1         | 25       | 3    |                                                         |
| Övre Vång                        | Västergötland | Ulricehamn    | 23:1        | 35       | 1,5  |                                                         |
| Värperör                         | Västmanland   | Hallstahammar | 5:1         | 35       | 4,5  | Västmanlands största gravröse.                          |
| Blårör                           | Öland         | Borgholm      | 19:1        | 40       | 3    | Störst på Öland.                                        |
| Gravröset vid Ramsättra gravfält | Öland         | Borgholm      | 6:1         | 30       | 3    |                                                         |
| Galgbacken                       | Öland         | Mörbylånga    | 2:1         | 22       | 2,8  |                                                         |
| Gravröse vid Huseryd             | Östergötland  | Norrköping    | 57:1        | 30       | 2,5  | Något ovalt.                                            |

### Tabell över gravrösen efter län
Fördelning av registrerade gravrösen, per län:
| Län                  | Länsbokstav | Länskod | Yta (km²) | Gravrösen | Gravrösen/km² |
| -------------------- | ----------- | ------- | --------- | --------- | ------------- |
| Blekinge län         | K           | 10      | 2 941     | 440       | 0,1496        |
| Dalarnas län         | W           | 20      | 28 194    | 61        | 0,0022        |
| Gotlands län         | I           | 09      | 3 140     | 1010      | 0,3216        |
| Gävleborgs län       | X           | 21      | 18 191    | 478       | 0,0263        |
| Hallands län         | N           | 13      | 5 454     | 779       | 0,1428        |
| Jämtlands län        | Z           | 23      | 49 443    | 21        | 0,0004        |
| Jönköpings län       | F           | 06      | 10 475    | 1577      | 0,1505        |
| Kalmar län           | H           | 08      | 11 171    | 2069      | 0,1852        |
| Kronobergs län       | G           | 07      | 8 458     | 1766      | 0,2088        |
| Norrbottens län      | BD          | 25      | 98 911    | 102       | 0,0010        |
| Skåne län            | M           | 12      | 11 027    | 544       | 0,0493        |
| Stockholms län       | AB          | 01      | 6 490     | 1433      | 0,2208        |
| Södermanlands län    | D           | 04      | 6 060     | 792       | 0,1307        |
| Uppsala län          | C           | 03      | 6 989     | 1020      | 0,1459        |
| Värmlands län        | S           | 17      | 17 583    | 818       | 0,0465        |
| Västerbottens län    | AC          | 24      | 55 432    | 542       | 0,0098        |
| Västernorrlands län  | Y           | 22      | 21 678    | 764       | 0,0352        |
| Västmanlands län     | U           | 19      | 6 302     | 333       | 0,0528        |
| Västra Götalands län | O           | 14      | 23 942    | 4598      | 0,1920        |
| Örebro län           | T           | 18      | 8 517     | 120       | 0,0141        |
| Östergötlands län    | E           | 05      | 10 562    | 345       | 0,0327        |

## Galleri

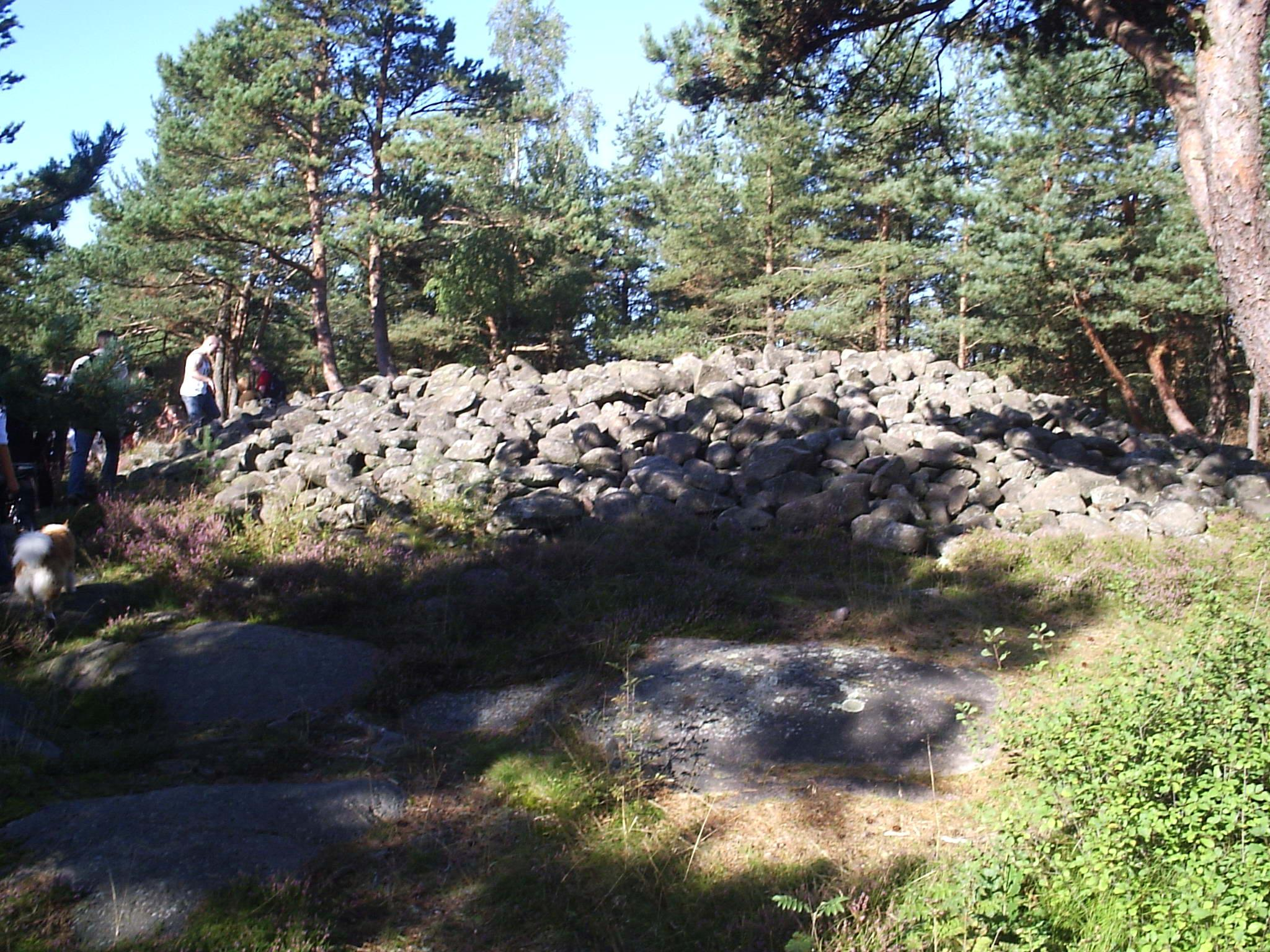
Runda röset på "Skändla rös" är Hisingens näst största.
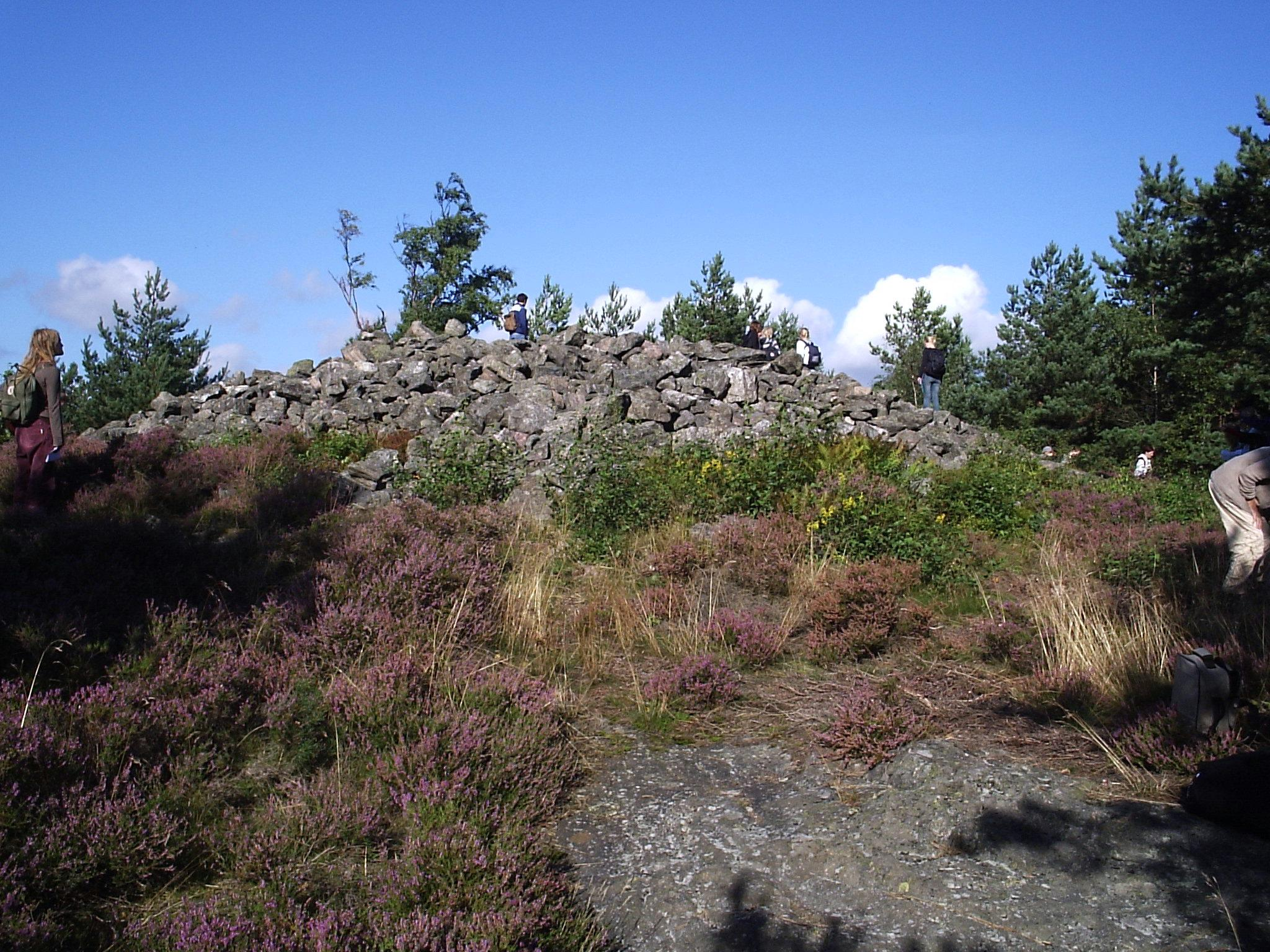
Monumentalt röse i Björlanda på Hisingen.
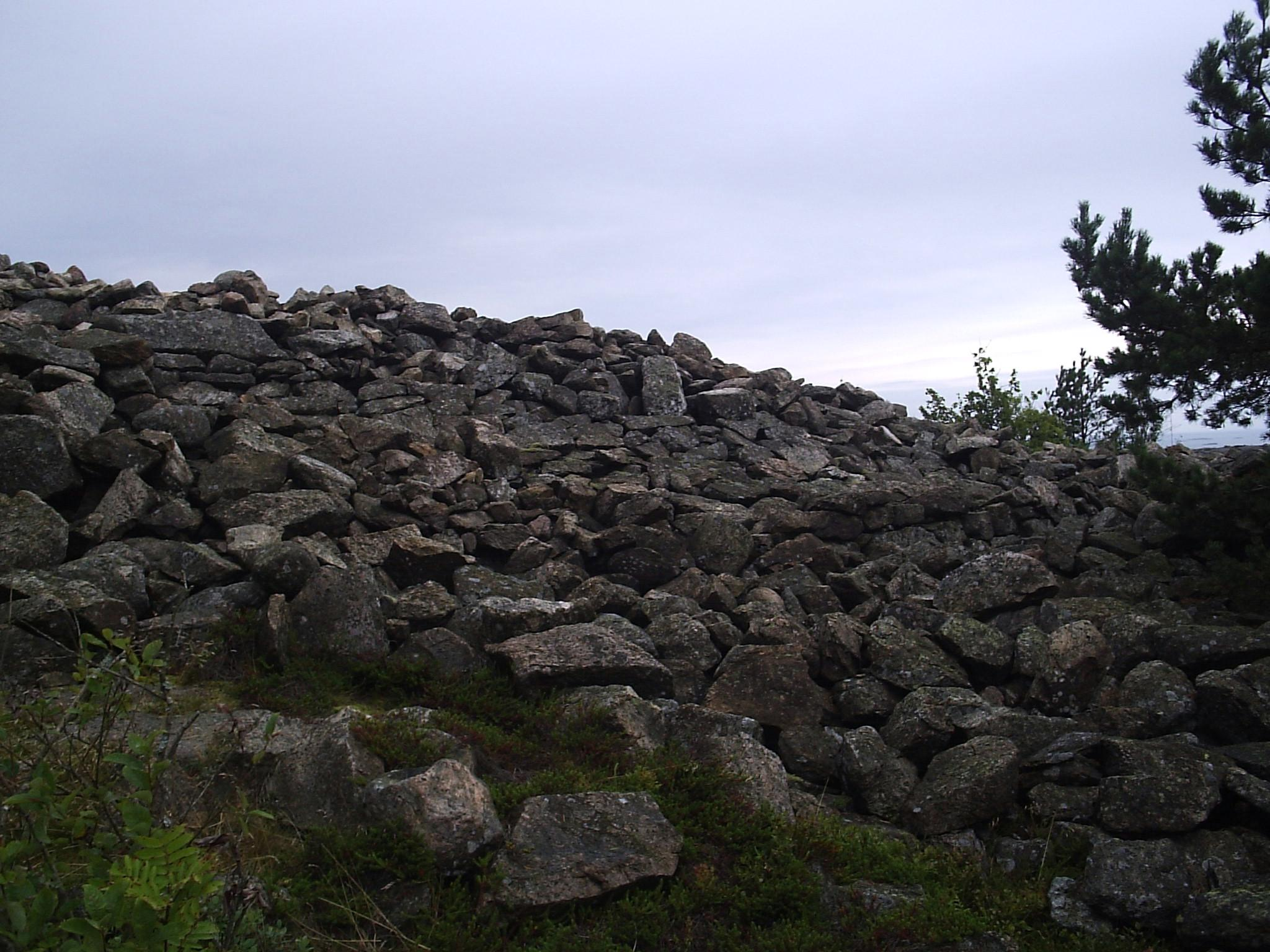
Bronsåldersröse på berget "Kuballe Vette" på Tjörn.
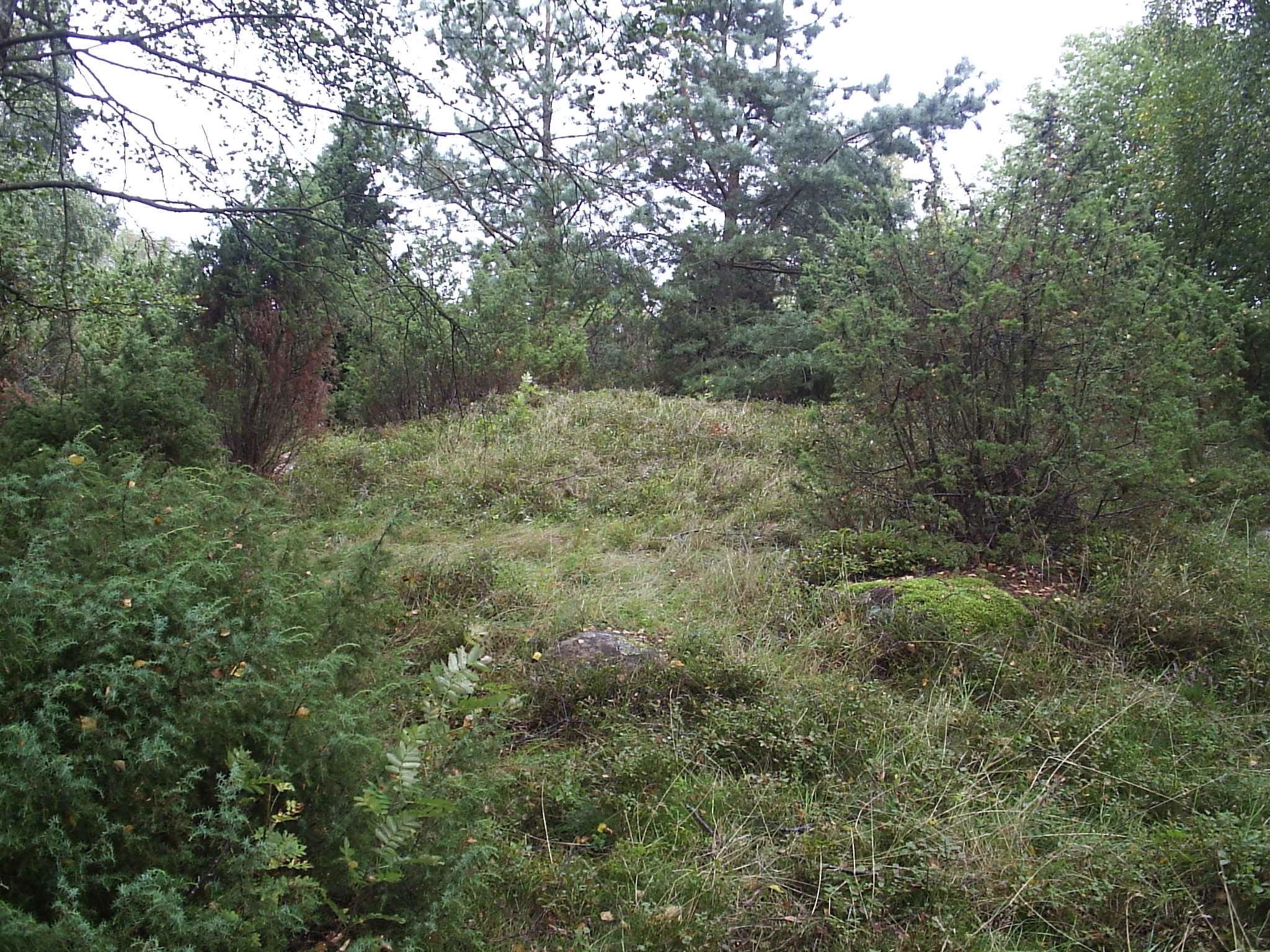
Askesby hög, ett monumentalt röse i Säve på Hisingen.
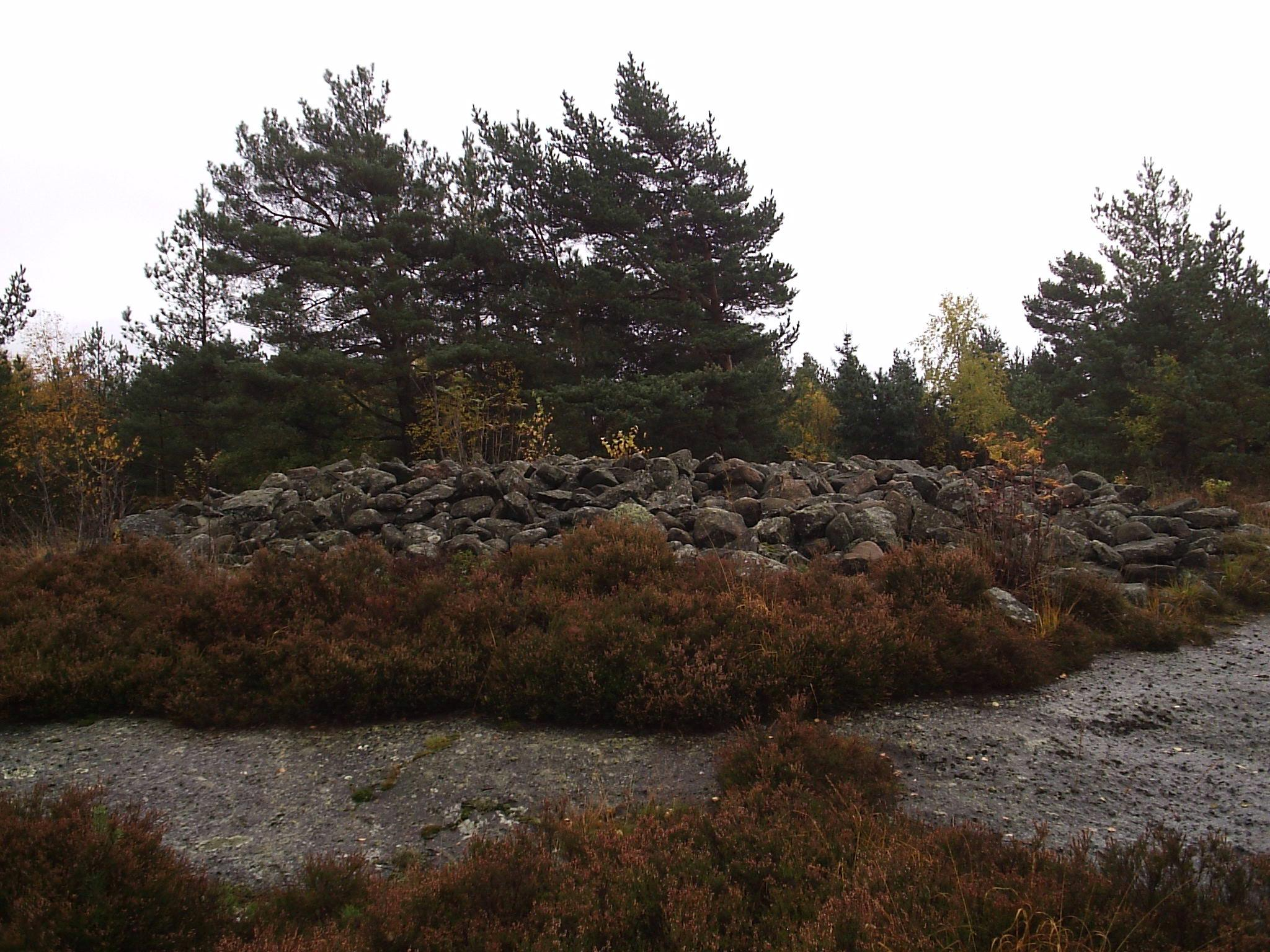
Bronsåldersröse i Bergsjön, Göteborg.
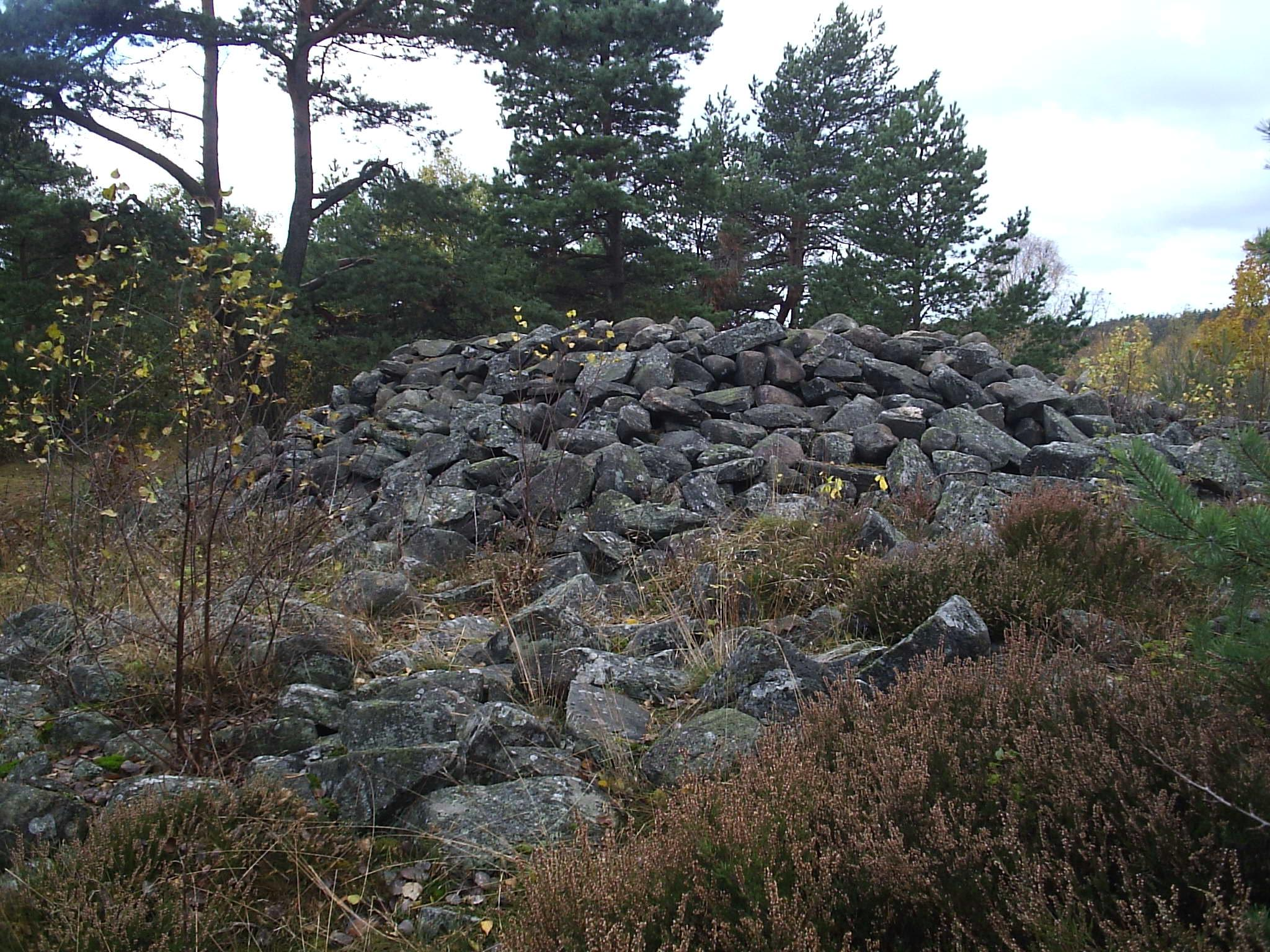
Det mindre gravröset invid Kvibergs regemente i Kortedala, Göteborg.
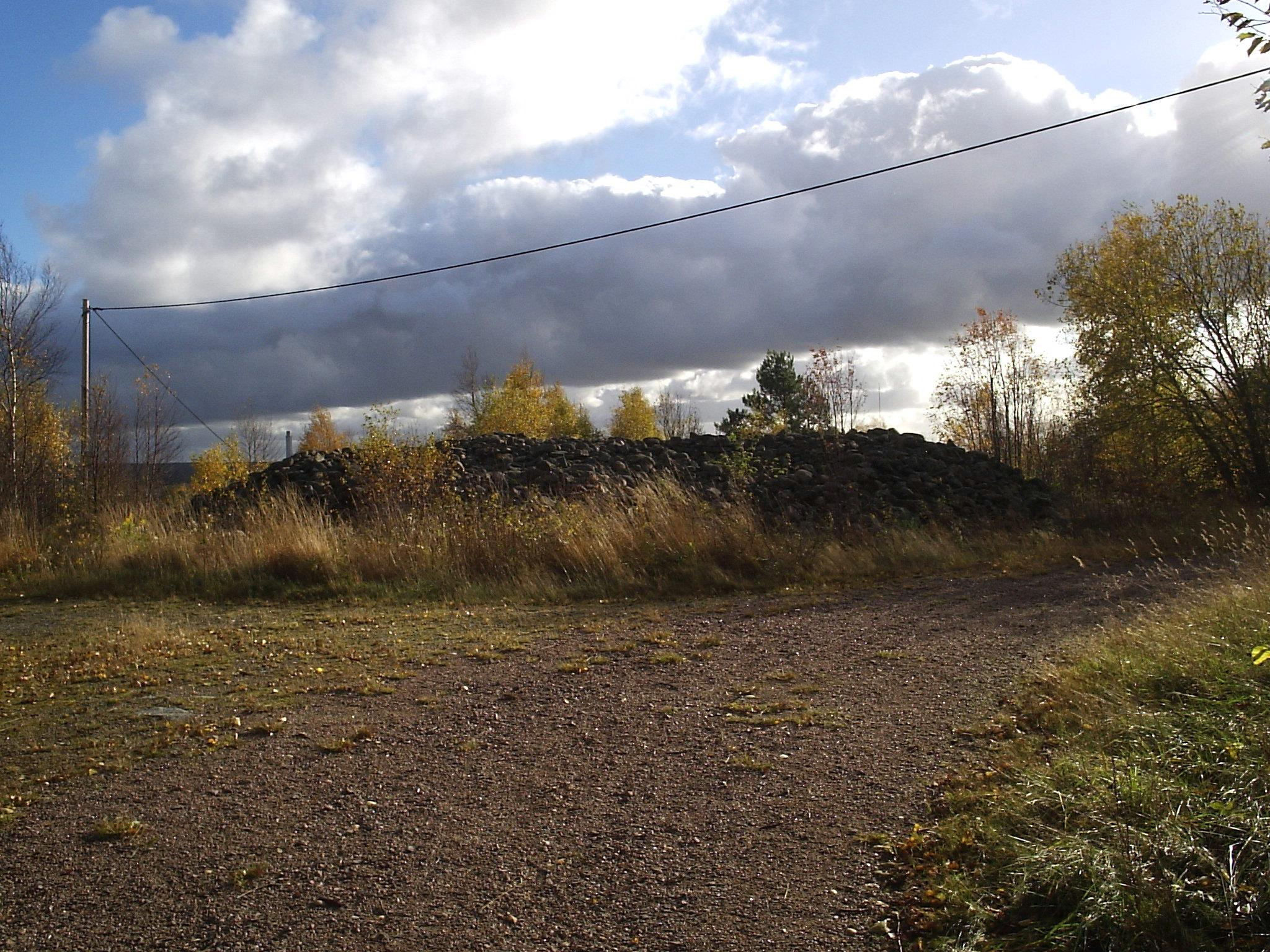
Det större gravröset invid Kvibergs regemente i Kortedala, Göteborg.
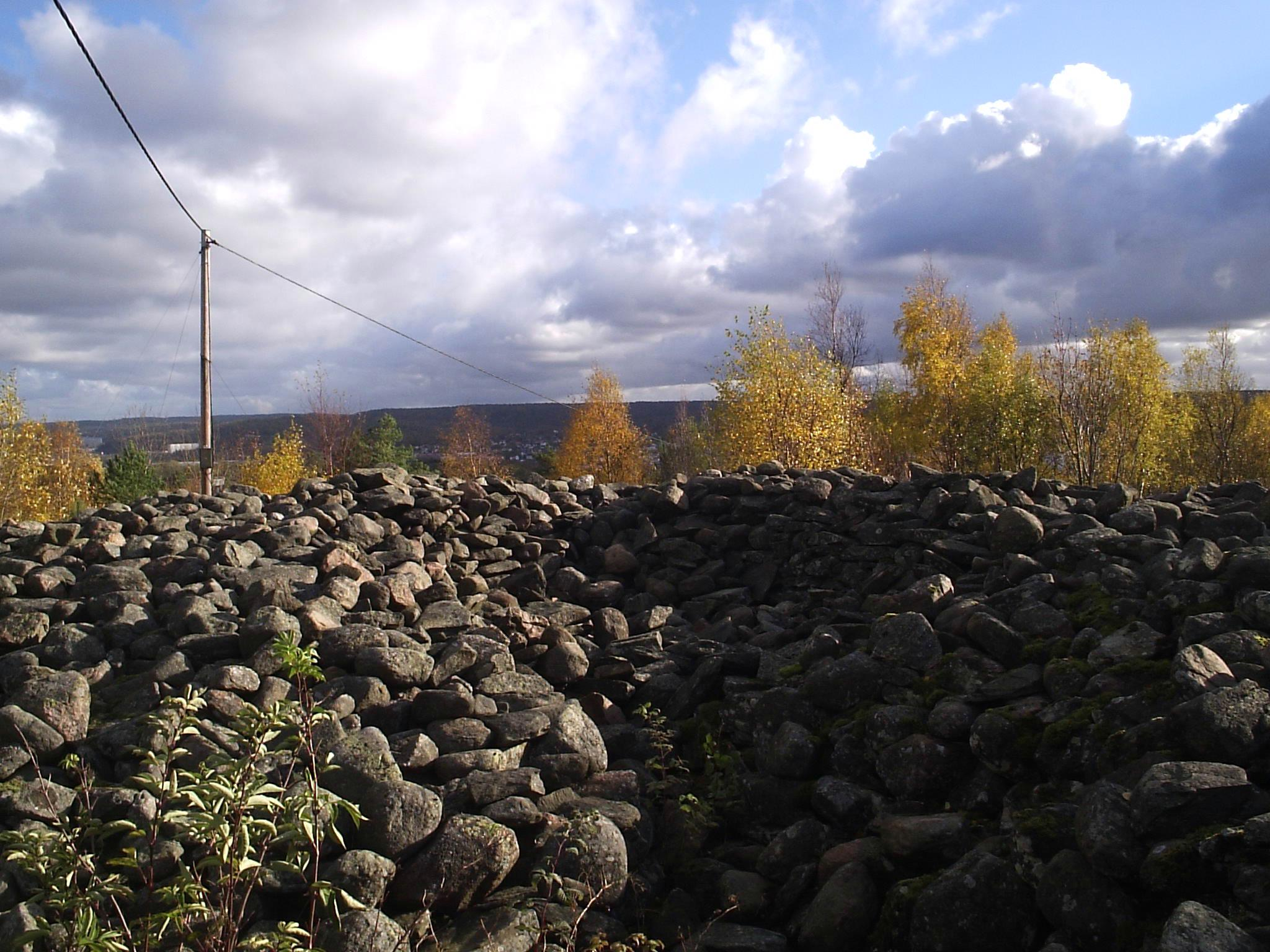
Det större gravröset invid Kvibergs regemente i Kortedala, Göteborg.
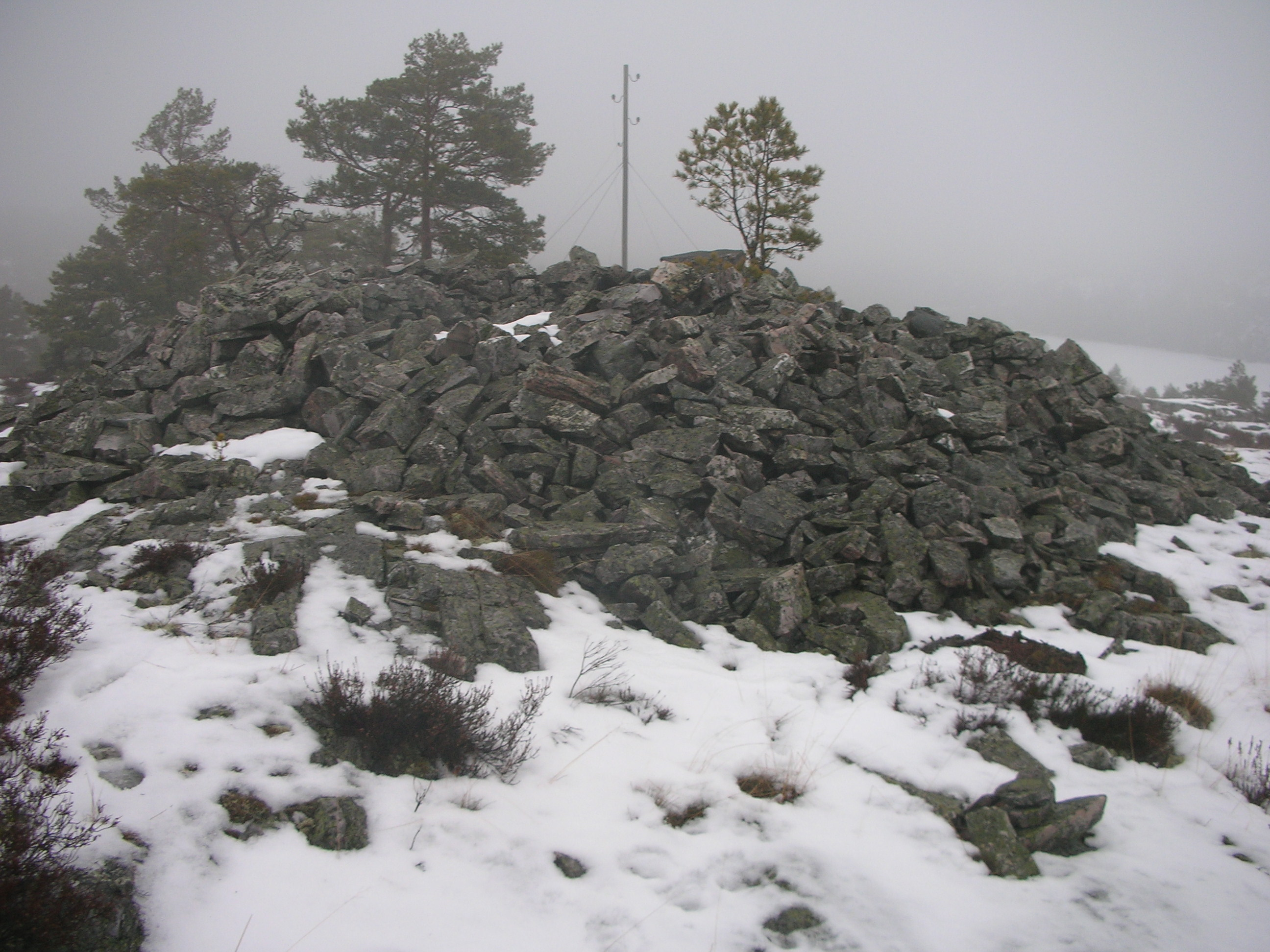
Det större gravröset invid Snäcke, Åmåls kommun
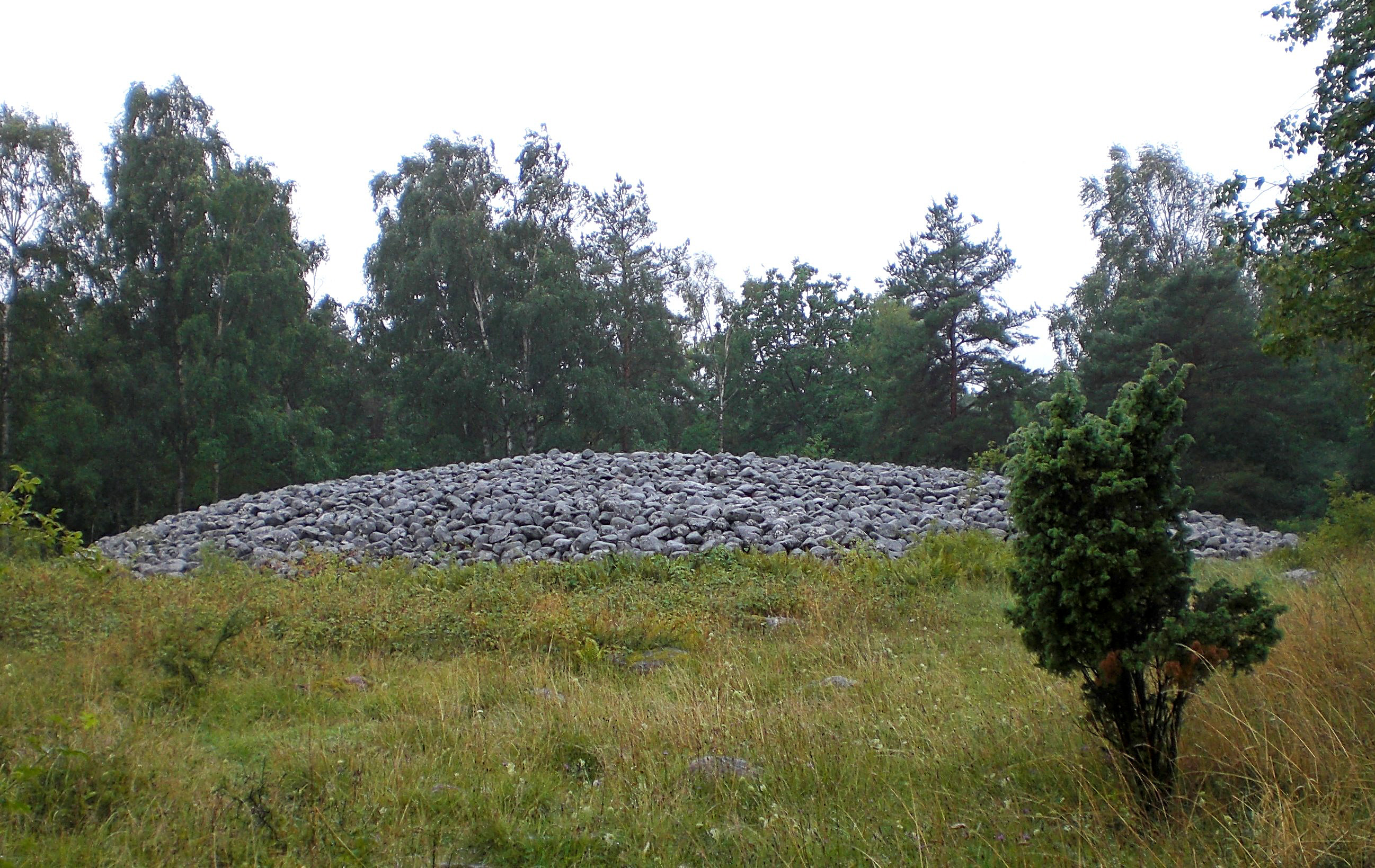
Blårör, bronsåldersgrav nära Borgholm, Öland
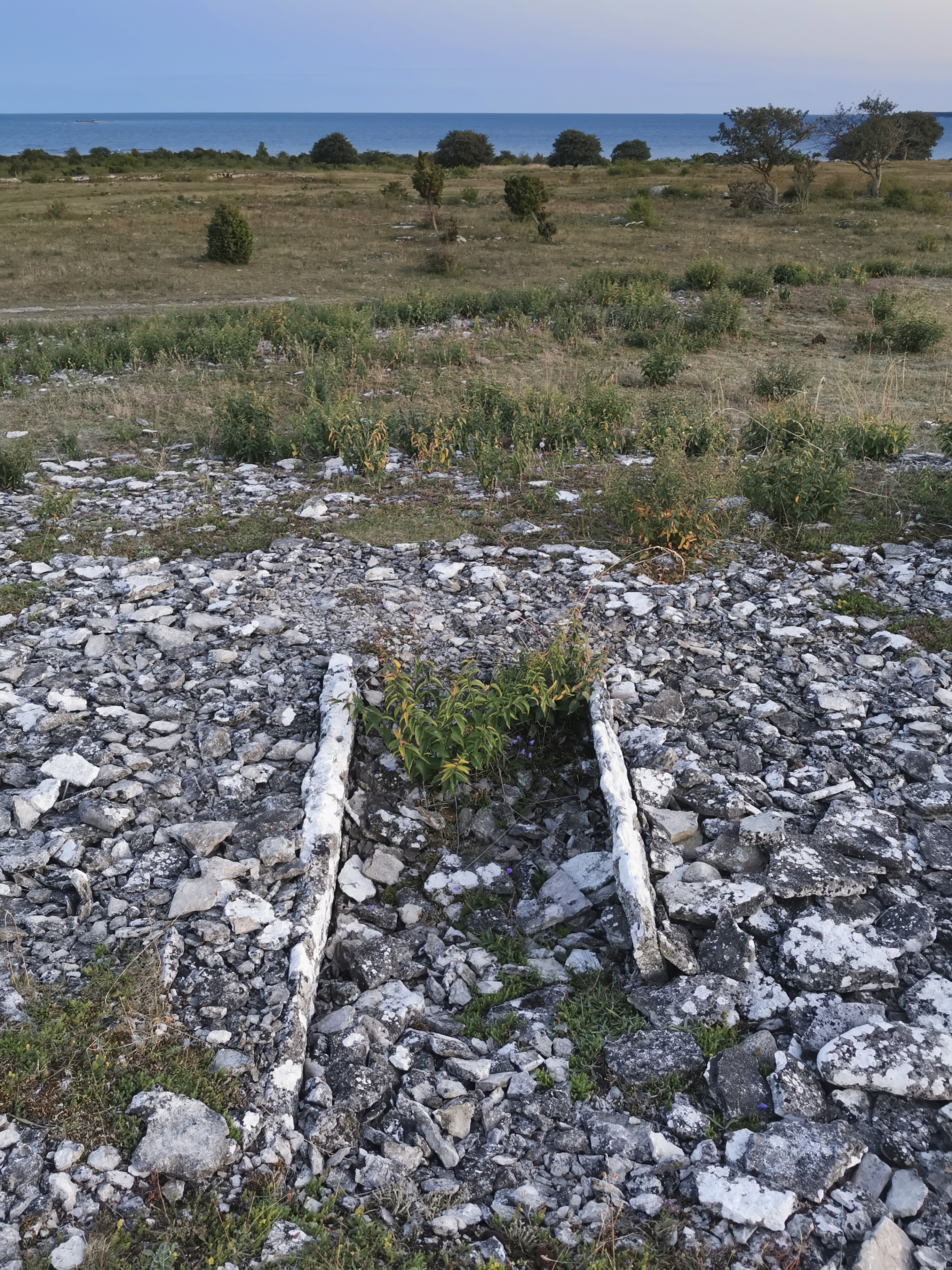
Gravkista exponerad i ett skadat röse, Fårö.
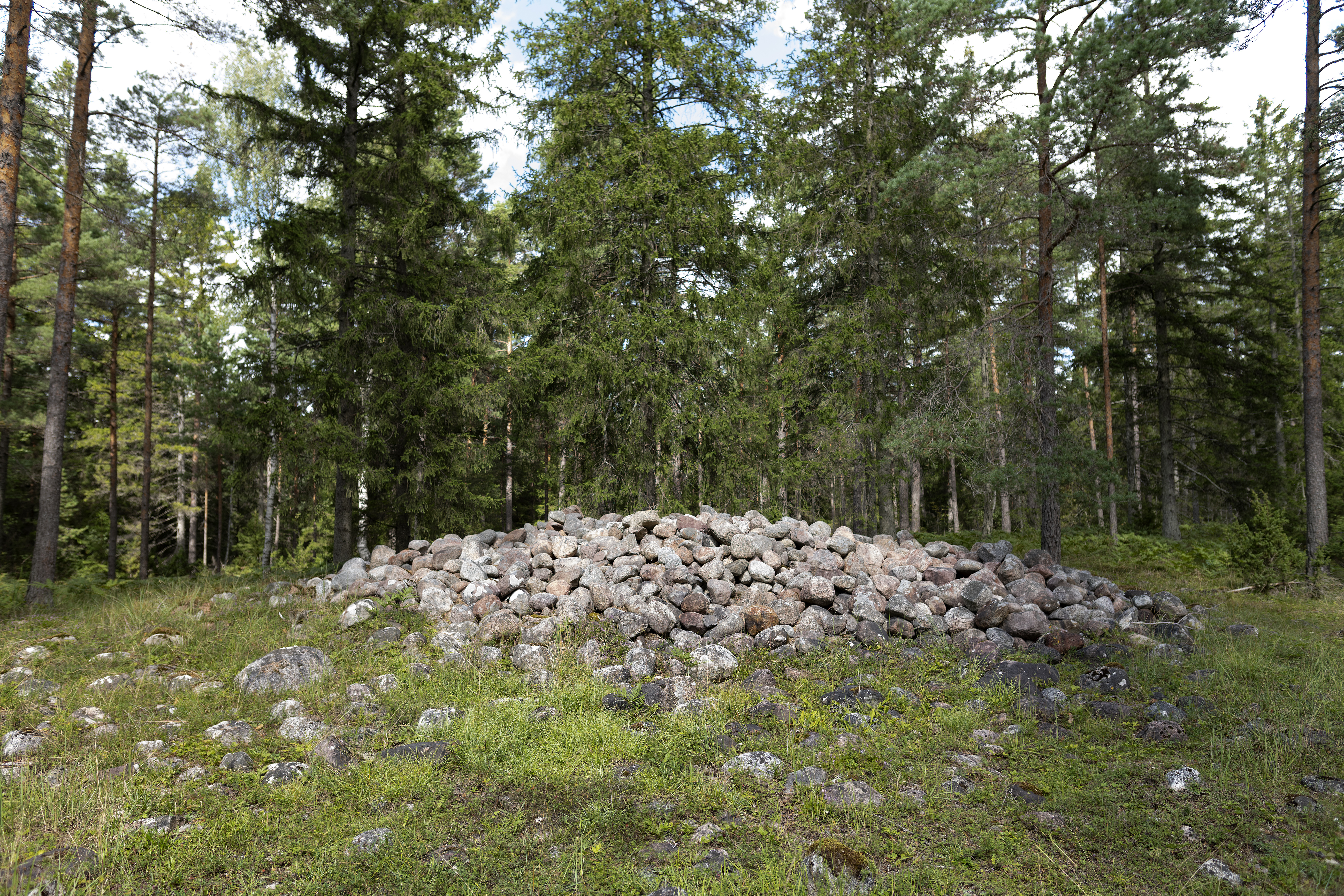
Röse på gravfält i Norrlanda, Gotland.
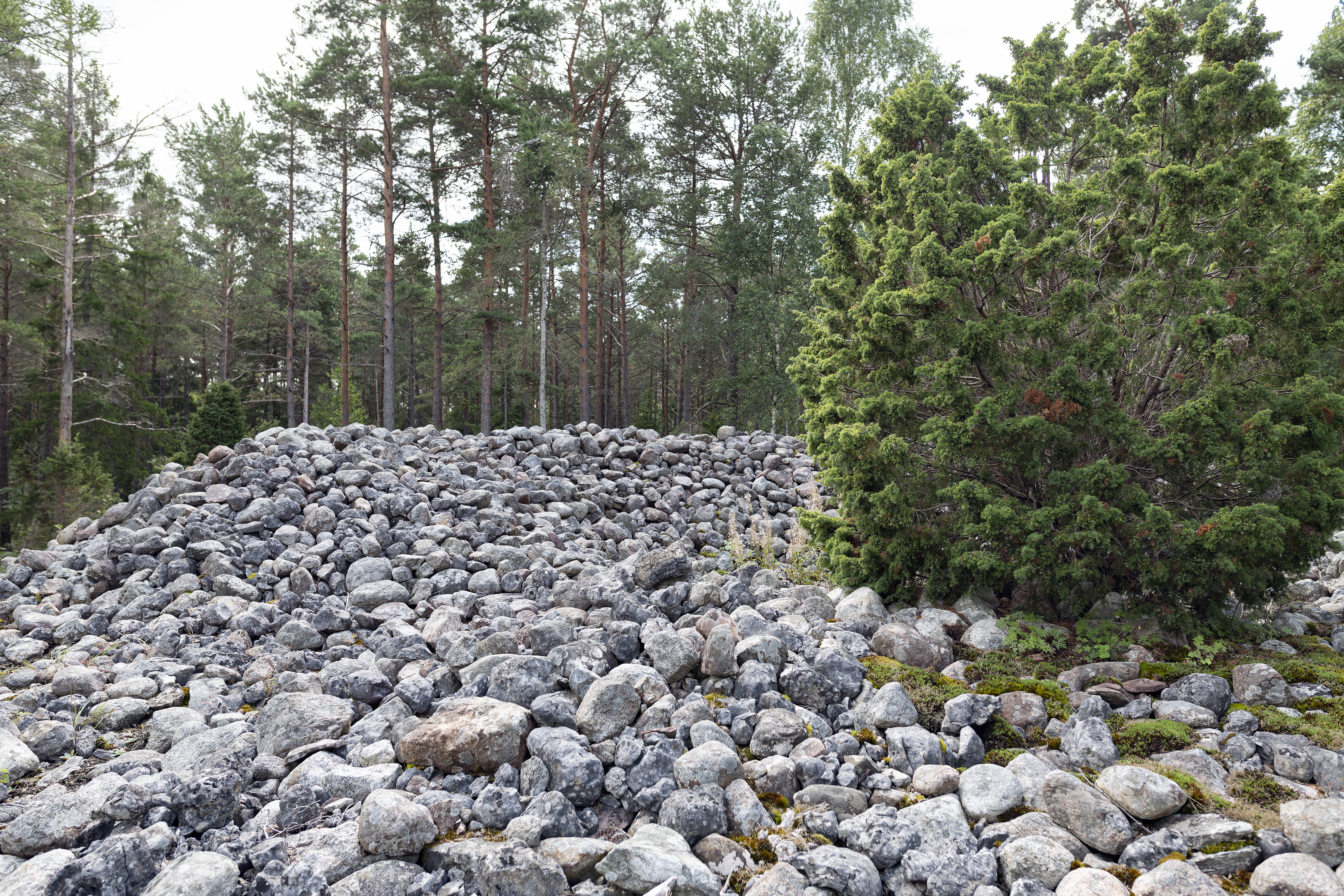
Rösen är inte sällan skadade av stentäkt eller av plundring. Norrlanda, Gotland.

## Fotnoter
1. ↑  Antal gravrösen per län är hämtad från Riksantikvarieämbetet - Fornsök och länens namn och storlek